# Josefine Preuß
Josefine Preuß (13 de enero de 1986; Zehdenick, Alemania) es una actriz alemana. Famosa por ser la ganadora de un premio Bambi a la mejor actriz por la película La Comadrona  en 2014. También es conocida por su faceta de actriz de doblaje, habiendo participado en producciones como Zootopia o Hotel Transylvania.

## Biografía
Preuß nació el 13 de enero de 1986 en Zehdenick, un municipio situado en el estado de Brandeburgo, al noreste del país. Es hija de un director de la policía alemana y una profesora de historia. Además, tiene una hermana mayor.
Estudió en el colegio Helmholtz-Gymnasium de Potsdam.

## Carrera
Empezó su carrera como actriz en la serie infantil Schloss Einstein, donde interpretó a Anna Reichenbach entre los años 2000 y 2003. Después de eso encadenó varios papeles capitulares en series de televisión alemanas como Jargo, Inspektor Rolle y In aller Freundschaft entre otras.
Entre 2006 y 2008 protagonizó la serie Türkisch für Anfänger, interpretando el papel de Lena Schneider durante tres temporadas. Más tarde, en 2012, volvió a meterse en la piel de Lena para participar en la película homónima de la exitosa serie. En 2007 fue la princesa Eleonore en la serie infantil Beutolomäus und die Prinzessin. 
En 2011 protagonizó la película de televisión alemana de catástrofes Abismo en el mar del norte interpretando a Sara Wensberg y dirigida por el director estadounidense Nick Lyon.  
En 2013 protagonizó la miniserie La Saga de los Adlon con el papel de Sonja Schadt, una mujer que cuenta la historia de como se hizo el lujoso Hotel Adlon en la ciudad de Berlín a principios de la década de 1900 hasta su reapertura en 1997. Preuß interpretó aquí a un personaje que va envejeciendo desde los 19 hasta los 55 años de edad, por lo que tuvo que pasar muchas horas en la sala de caracterización para lograr la apariencia de una mujer de 55 años de edad en la miniserie. También ese año formó parte del reparto de Ruby: la última viajera del tiempo y sus dos secuelas en 2014 y 2016;  La última viajera del tiempo: Zafiro y La última viajera del tiempo: Esmeralda. En esta trilogía dio vida a la viajera del tiempo Lucy Montrose. La trilogía está basada en los libros de Rubí en 2009, y Zafiro y Esmeralda en 2010, todos escritos por la escritora Alemana Kerstin Gier. Esta trilogía fantástica de viajes en el tiempo fue un éxito en los cines alemanes; sin embargo no se estrenó en cines españoles y solo fueron consideradas como películas para televisión. También en 2013 formó parte del elenco de la película de terror Lost place dando vida a Jessica.
En 2014 se puso en la piel de Tilla Willinger en la miniserie histórica de dos capítulos La Peregrina, una mujer que se tiene que vestir y caracterizar como un hombre para peregrinar por el Camino de Santiago. Aunque la historia cuenta que Tilla viajó hasta España para enterrar el corazón de su padre en Santiago, en realidad la miniserie fue rodada en la República Checa. La ficción tuvo mucha audiencia en España cuando se estrenó en televisión en abril de 2014, tan solo tres meses después de haberse estrenado en Alemania. Además Preuß ese mismo año protagonizó la película para televisión La Comadrona, también de género histórico y por la que ganó un premio Bambi. La segunda parte se estrenó en 2016.
Preuß ha participado en el doblaje al alemán de diversas películas de animación como Zootopia (2016) y Hotel Transylvania (2012), donde coincidió con su compañero de reparto en Türkisch für Anfänger, Elyas M'Barek.
En 2016 formó parte del elenco de la miniserie de época Das Sacher. In bester Gesellschaft dando vida a la princesa Konstanze von Traunstein Al año siguiente, en 2017, se unió al reparto de Vorwärts immer!, película de comedia protagonizada por Jörg Schüttauf. Además participó en la película para televisión de crimen Der 7. Tag y en la miniserie Keine zweite Chance.
En 2018 protagonizó la película para televisión Schattengrund, interpretando a Nicola Wagner. Ese mismo año formó parte del elenco de la serie de comedia Nix Festes, por la que consiguió un premio Júpiter a la mejor actriz de televisión en 2019, la serie tuvo su segunda temporada en 2021. Desde 2010 es la protagonista de la saga de películas de comedia y romance para televisión Lotta, que incluye hasta el momento 8 filmes, interpretando a la doctora Lotta Brinkhammer, al igual que en Alemania, en España la serie de telefilmes de Lotta también han cosechado buena audiencia televisiva al haber sido estrenadas como películas de televisión Alemanas de sobremesa de los fines de semana. En 2019 encabezó el reparto de la película Tu vida me Pertenece , interpretando aquí a una mujer que es víctima de acoso y maltrato por parte de su expareja, el telefilm fue lanzado en España en 2022. En octubre de 2019 Preuß protagonizó la película Todesfrist basada en el libro de Andreas Gruber, encarnando a la policía Sabine Nemez, repitió el papel para su secuela Todesurteil .
A finales de ese año puso su voz de doblaje en dos cintas de animación ,  Bayala  siendo la película de su país natal de Alemania y la versión en alemán de la española Klaus que aparte de estar en el cine también fue estrenada en Netflix.
En octubre de 2020, Josefine filmó un piloto de muestra para una futurible serie de comedia la cual se llama "Muspilli" Donde se estrenó en el Festival de Colonia de 2020 , aquí Preuß interpretó a una mujer que es bipolar,  finalmente el resto de episodios de la serie fue lanzada en línea en Alemania en marzo de 2022 y dos mes después se emitió al público por la televisión Alemana.

## Filmografía

### Televisión
- 2000-2003, 2006: Schloss Einstein , como Anna Reichenbach.
- 2002: Pengo! Steinzeit!.
- 2004: Sabine!!, como Sophia Lehmann.
- 2004: Inspektor Rolle, como Trixi.
- 2004: Klassenfahrt - Geknutscht wird immer, como Vanessa. TV-movie.
- 2005: In aller Freundschaft, como Saskia Bannach.
- 2005-2006: Abschnitt 40, como Marie Wagner.
- 2006: Schüleraustausch - Die Französinnen kommen, como Sophie. TV-movie.
- 2006: Die Spezialisten: Kripo Rhein-Main, como Kim.
- 2006-2008: Türkisch für Anfänger, como Lena Schneider (52 episodios).  (ARD)
- 2007: Küss mich, Genosse!, como Alexandra Lütjens. TV-movie.
- 2007: SOKO Köln, como Angie Lagner.
- 2007: Im Namen des Gesetzes, como Katrin Leipold.
- 2007: Ein Fall für zwei, como Sandra Brückner.
- 2007: SOKO Leipzig, como Joanna Beck.
- 2007: Beutolomäus und die Prinzessin, como Prinzessin Eleonore.
- 2007,2012: Die ProSieben Märchenstunde, como Papatya / Dornröschen.
- 2008: Stolberg, como Jasmin Kogel.
- 2008: FunnyMovie, como Melli.
- 2008: Das Duo, como Wera Korwin.
- 2008: Zwerg Nase, como Mimi. TV-movie.
- 2008: Dell & Richtoven, como Rebecca Lerch.
- 2009: Der Stinkstiefel, como Amelie Maibach. TV-movie.
- 2009: Küstenwache, como Svenja Austermann.
- 2009: Richterin ohne Robe, como Nele Hinrichs. TV-movie.
- 2009, 2014: Tatort. (ARD)
- 2010: Der Staatsanwalt, como Sarah Winter.
- 2010: Danni Lowinski, como Fanny.
- 2010: Familie Dr. Kleist, como Liane Fürstenberg.
- 2010-2019: Lotta, como Lotta Brinkhammer (8 episodios). (ZDF)
- 2011: Diario de una doctora, como Silvi Brotschneider.
- 2011: Im Besten Alter, como Franziska Peterson. TV-movie.
- 2011: Bermudas: Abismo en el mar del norte, como Sara Wensberg. TV-movie. (RTL)
- 2011: Beate Uhse - Das Recht auf Liebe, como Susanne Teufer. TV-movie.
- 2012: Die Apps, como Faye. TV-movie.
- 2013: La Saga de los Adlon, como Sonja Schadt. Miniserie (3 episodios). (ZDF)
- 2014: La Peregrina, como Tilla Willinger. Miniserie (2 episodios). (ZDF)
- 2014: La Comadrona, como Gesa. TV-movie. (SAT.1)
- 2014: Alles muss raus - Eine Familie rechnet ab, como Janine Krause. Miniserie (2 episodios). (ZDF)
- 2015: El Secreto de Clüver, como Hannah Kronen. (ZDF)
- 2016: Die Hebamme II, como Gesa. TV-movie. (SAT.1)
- 2016: Das Sacher. In bester Gesellschaft, como Konstanze von Traunstein. Miniserie (2 episodios). (ZDF)
- 2017: Schuld, como Theresa Tackler. (ZDF)
- 2017: Der 7. Tag, como Tanja Braungart. TV-movie. (ZDF)
- 2017: Keine zweite Chance, como Lydia Kern. Miniserie (2 episodios). (SAT.1)
- 2018-2021: Nix Festes, como Wiebke Busch (12 episodios). (ZDF-Neo)

- 2019: Tu vida me Pertenece, como Malu Barstedt. TV-movie.(SAT.1)
- 2019: Todesfrist , como Sabine Nemez.TV-movie. (SAT.1)
- 2020: Muspilli "Piloto de Televisión", como Fina. (WDR-Online y Festival de Colonia)
- 2021: Todesurteil, como Sabine Nemez.TV-movie. (SAT.1)
- 2022: Muspilli,  como Fina. (WDR)

### Cine
- 2004: Jargo, como Emilia.
- 2006: Afterhour, como Sara. Cortometraje.
- 2007: Stühle im Schnee, como Klara. Cortometraje.
- 2011: Rubbeldiekatz, como Benita.
- 2012: Türkisch für Anfänger, como Lena Schneider.
- 2012: Hotel Transylvania (voz).
- 2013: Ruby: la última viajera del tiempo, como Lucy Montrose.
- 2013: Lost Place, como Jessica.
- 2014: Irre sind männlich, como Mia.
- 2014: La última viajera del tiempo: Zafiro, como Lucy Montrose.
- 2016: La última viajera del tiempo: Esmeralda, como Lucy Montrose.
- 2016: Zootopia (voz).
- 2017: Vorwärts immer!, como Anne Wolf.
- 2018: Verpiss Dich, Schneewittchen, como Jessi.
- 2019: Bayala (voz).
- 2019: Klaus (voz).

## Premios
- 2019: Jupiter Award a la mejor actriz de televisión por Nix Festes.[28]
- 2014: Premio Bambi a la mejor actriz nacional por Die Hebamme.[33]